# 高林鎮區
高林鎮區為緬甸實皆省傑沙縣的鎮區。2014年人口145,297人，區域面積1,887.8平方公里。高林為該鎮區之首府。

## 外部連結
- Maplandia World Gazetteer （页面存档备份，存于） - map showing the township boundary